# Boris Akunin

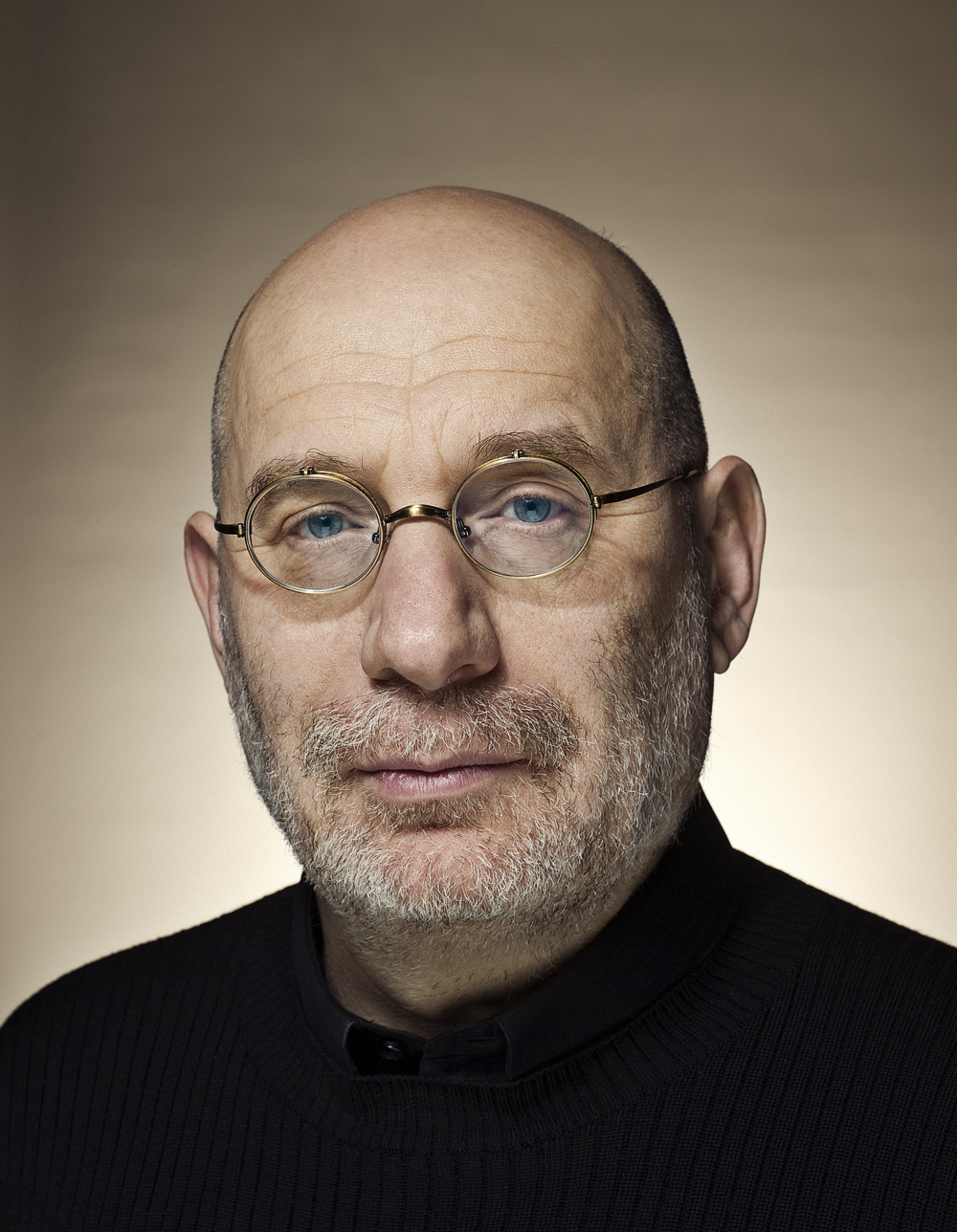
Boris Akunin

Boris Akunin (rusky Борис Акунин), rodným jménem Grigorij Šalvovič Čchartišvili (Григорий Шалвович Чхартишвили; * 20. května 1956 Tbilisi, Gruzie) je populární ruský spisovatel historických detektivních románů, autor rozsáhlé série knih o dějinách Ruska Dějiny ruského státu (История Российского государства) a překladatel z japonštiny. Putinovým režimem byl v roce 2023 zařazen na seznam extrémistů a teroristů, neboť od počátku ruské invaze na Ukrajinu odsuzuje válku. Následně byl odsouzen k pobytu v trestanecké kolonii.

## Život
Jeho otec byl Gruzín a matka Židovka. Od roku 1958 žil v Moskvě. Studoval v Moskvě historii a filologii Japonska a japonštinu, řadu let pracoval jako zástupce šéfredaktora časopisu Zahraniční literatura. Od roku 2000 se věnuje pouze psaní. Jeho nejznámějším dílem je série detektivních románů o Erastu Fandorinovi, podle nichž byly natočeny 2 filmy a které se překládají do řady jazyků. Po anexi Krymu žije od roku 2014 střídavě v Londýně, Francii a Španělsku.

### Odsouzení ruské agrese a zařazení na seznam teroristů
V roce 2022 veřejně odsoudil ruskou invazi na Ukrajinu a prohlásil, že Rusku vládne duševně vyšinutý diktátor. V březnu 2022 spustil charitativní projekt Pravé Rusko, jehož cílem je získat finanční prostředky ve prospěch ukrajinských uprchlíků. V květnu byl jeho web ruskou prokuraturou zablokován.
V roce 2023 byl ruským režimem zařazen na seznam extrémistů a teroristů, jeho knihy byly staženy z ruských knihkupectví a policejní razie proběhla v nakladatelství Zacharov, které ho vydávalo. Byl odsouzen v nepřítomnosti ke 14 letům v trestanecké kolonii.

## Dílo

### Příběhy Erasta Fandorina
1. Případ Azazel (Азазель, 1998, česky Albatros 2004, ISBN 80-00-01416-5), „spiklenecký detektivní román“  – odehrává se od 13. května do září 1876; zpracováno jako televizní seriál 2002, natáčený zčásti v Česku
2. Turecký gambit (Турецкий гамбит, 1998, Albatros 2005, ISBN 80-00-01548-X), „špionážní detektivní román“ ) – za rusko-turecké války 1877; zfilmováno 2005
3. Leviatan (Левиафан, 1998, Albatros 2005, ISBN 80-00-01528-5), „hermetický detektivní román“,  – od 15. března do 19. dubna 1878
4. Achillova smrt (Смерть Ахиллеса, 1998, Albatros 2006, ISBN 80-00-01529-3), „detektivní román o zabijákovi z Kavkazu“, ) – 1882
5. Zvláštní úkoly (Особые поручения, 1998, Albatros 2006, ISBN 80-00-01655-9); obsahuje dvě samostatné novely Pikový kluk (Пиковый валет), „novela o podvodnících“, a Dekoratér (Декоратор), „novela o maniakovi“ – odehrává se v zimě a předjaří 1886
6. Статский советник – 1891
7. Коронация, или Последний из романов – 1896
8. Любовница смерти – 1900
9. Любовник смерти – 1900
10. Алмазная колесница – 1878,1905
11. Нефритовые четки – 1881–1899
12. Весь мир театр – 1911

### Příběhy Nicholase Fandorina
1. Tajemství zlatého tolobasu (Алтын-толобас, 2001, česky Art slovo 2002, ISBN 80-238-8560-X), "historicko-špionážní román"  – odehrává se v roce 1995, paralelní příběh pak v letech 1675–76
2. Внеклассное чтение – 2001, 1795
3. Ф.М. – 2006, 1865
4. Сокол и Ласточка. – 2009, 1702

### Filmové adaptace
1. Азазель (Azazel) – televizní seriál, 2002
2. Турецкий гамбит (Turecký gambit) – film, 2005
3. Статский советник (Státní rada) – film, 2005